# The European Law Students' Association
The European Law Students’ Association (ELSA) är världens största internationella och politiskt obundna förening för juriststudenter och unga jurister. ELSA finns till för att sammanföra studenter i olika länder under samma vision, öka förståelsen för olika kulturer samt tillgodose sina medlemmars behov av både akademisk som av professionell natur.

## Historia
Fem juriststudenter från Österrike, Ungern, Polen och Västtyskland stiftade ELSA den 4 maj 1981 i en tågvagn i mitten av Europa. Idén och föreningen spred sig över Europa och flera lokala samt nationella ELSA-föreningar skapades för att förenas i ett gemensamt nätverk.
Idag finns ELSA representerat på cirka 360 fakulteter i 44 länder. ELSA har 55 000 medlemmar.

## Uppbyggnad
ELSA:s nätverk är uppbyggt enligt en pyramidmodell. Högst upp finns den internationella styrelsen/den internationella föreningen (ELSA International), i varje land finns det en nationell styrelse/den nationella föreningen (för Sveriges del ELSA Sweden) samt i varje stad en lokal styrelse/den lokala gruppen. ELSA-föreningar ser i princip likadana ut över hela Europa med likartad administration, aktiviteter, kärnområden samt styrelseposter.
I en typisk styrelse finns följande poster:
- President
- Secretary General
- Treasurer
- Vice President of Marketing
- Vice President of Seminars & Conferences
- Vice President of Academic Activities
- Vice President of Student Trainee Exchange Programme

### ELSA Sweden
I det svenska nätverket finns ELSA representerat vid 8 universitet med över 3 000 medlemmar:
- Umeå universitet
- Uppsala universitet
- Stockholms universitet
- Örebro universitet
- Karlstads universitet
- Linköpings universitet
- Handelshögskolan vid Göteborgs universitet
- Lunds universitet

Projekt anordnade av ELSA Sweden på nationell nivå är bland annat: 
- Nordic Legal Research Group (en rättsutredning inom det nordiska ELSA-nätverket)
- Baltic Sea Exchange (ett studieutbyte mellan ELSA Sweden och ELSA Finland.)
- Nordic Officer Meeting (ett utbildningsmöte tillsammans med ELSA Norway, ELSA Denmark och ELSA Finland.)
- National Council Meeting (terminsvis föreningsstämma och utbildningshelg för det svenska nätverket)
- Uppsatstävling tillsammans med samarbetspartner

Vidare arrangeras på lokal nivå ett flertal olika projekt, bland annat Legal English/Rhetorics-kurser, studieresor till bland annat Bryssel och Strasbourg.

### ELSA International
ELSA International har sitt säte i Bryssel och utgör det högsta exekutiva organet inom nätverket. Styrelsen för ELSA International finns till för att stödja de nationella grupperna och för att samordna nätverket. Ledamöterna i ELSA International arbetar, till skillnad från ledamöterna i ELSA Sweden, heltid med ELSA och bor också i Bryssel under sitt verksamhetsår.

## Delegationer
ELSA skickar delegationer till:
- United Nations Economic and Social Council (ECOSOC)
  - Commission on the Status of Women
  - Sub-commission on Human Rights
  - Commission for Social Development
  - Permanent Forum on Indigenous Issues

- United Nations Commission on International Trade Law (UNCITRAL)
  - Session I – Working Group on Procurement
  - Session II – Working Group on International Arbitration and Conciliation
  - Session III – Working Group on Transport Law
  - Session VI – Working Group on Insolvency Law

- Assembly of States Parties of the International Criminal Court (ICC)

- Council of Europe – International Non Governmental Organisations (INGO)

- Committees
  - Civil Society and Democracy
  - Culture, Science and Education
  - Human Rights
  - Europe and Global Challenges
  - Gender Equality

- World Intellectual Property Organization (WIPO)
  - Standing Committee on Copyright and Related Rights (SCCR)
  - Standing Committee on the Law of Patents (SCP)
  - Standing Committee on the Law of Trademarks, Industrial Designs and Geographical Indications (SCT)
  - Committee on Development and Intellectual Property (CDIP)
  - Provisional Committee on Proposals Related to the WIPO Development Agenda (PCDA)